# HD196022
HD196022 — хімічно пекулярна зоря спектрального класу A3, що має видиму зоряну величину в смузі V приблизно  7,7.
Вона  розташована на відстані близько 398,7 світлових років від Сонця.